# Eliseo Rivero
Eliseo Rivero Pérez (Montevideo, 27 dicembre 1957) è un ex calciatore uruguaiano, di ruolo difensore.

## Caratteristiche tecniche
Giocava come difensore laterale.

## Carriera

### Club
Iniziò con il Danubio, società della natìa capitale uruguaiana, con cui trascorse le prime stagioni in massima divisione nazionale. Nel 1984 il Peñarol, che aveva accumulato nel quinquennio precedente svariate vittorie sia entro i patrii confini che in campo internazionale, lo acquistò, e Rivero ottenne il suo primo e unico risultato a livello di club, il campionato del 1985. In seguito, scelse di trasferirsi all'estero, accasandosi al Platense, in Argentina, con cui disputò il campionato 1986-1987; per il club si trattò di un'annata negativa, che si concluse con il penultimo posto. Rivero, una volta chiusa l'esperienza al di là del Río de la Plata, si risolse a rientrare in Uruguay, dove disputò le ultime stagioni con il Defensor.

### Nazionale
Debuttò in Nazionale il 25 agosto 1983 nell'incontro di Montevideo contro il Paraguay. Venne convocato per la Copa América 1983, ma non giocò neanche un minuto nel torneo. Fece dunque parte dei convocati per il campionato del mondo 1986, e debuttò da titolare nell'ultima partita giocata dalla sua Nazionale al Mondiale, quella persa per 1-0 contro l'Argentina, giocando tutti i novanta minuti dell'incontro. La sua ultima presenza internazionale risale al 16 giugno 1986.

## Palmarès

### Club

#### Competizioni nazionali
- Campionato uruguaiano: 1

Peñarol: 1985, 1986
Defensor: 1987

### Nazionale
- Coppa America: 1

Copa América 1983